# Madhubani (huyện)
Huyện Madhubani là một huyện thuộc bang Bihar, Ấn Độ. Thủ phủ huyện Madhubani đóng ở Madhubani. Huyện Madhubani có diện tích 3501 ki lô mét vuông. Đến thời điểm năm 2001, huyện Madhubani có dân số 3570651 người.